# تسوفار
الغمر (به لاتین: Tzofar) یک منطقهٔ مسکونی در اسرائیل است که در استان عقبه واقع شده‌است.